# Páros műkorcsolya az 1952. évi téli olimpiai játékokon
Az 1952. évi téli olimpiai játékokon a műkorcsolya páros versenyszámát február 22-én rendezték. Az aranyérmet a német Ria Falk–Paul Falk-páros nyerte. A magyar Nagy Marianna–Nagy László-páros bronzérmet szerzett, a Szöllősi Éva–Vida Gábor-kettős pedig 10. lett.

## Végeredmény
Kilenc bíró pontozta a versenyzőket. A pontok alapján a bírók mindegyikénél külön-külön kialakult egy sorrend, ez egy helyezési pontszámot is jelentett. A végeredmény a következő kritériumok alapján alakult ki:
1. „Többségi helyezések száma”. Az a versenyző végzett előrébb, akit a bírók többsége előrébb rangsorolt. A bírók többsége azt jelentette, hogy a legjobb 5 helyezést adó bíró helyezési pontszámait vették figyelembe, de ha az 5. bíró helyezésével még volt azonos helyezés, akkor az(oka)t is figyelembe vették. Ezt az adatot tartalmazza az oszlop. (Pl. a „6×3+” azt jelenti, hogy a versenyző 6 bírónál az első 3 hely valamelyikén végzett.)
2. „Többségi helyezések összege” (a figyelembe vett bírók helyezési pontszámainak összege)
3. „Helyezések összege” (az összes bíró helyezési pontszámainak összege)

| Helyezés | Versenyzők                                                    | Helyezési pontszámok bírónként | Helyezési pontszámok bírónként | Helyezési pontszámok bírónként | Helyezési pontszámok bírónként | Helyezési pontszámok bírónként | Helyezési pontszámok bírónként | Helyezési pontszámok bírónként | Helyezési pontszámok bírónként | Helyezési pontszámok bírónként | Több. hely. száma | Hely. össz. | Pont  |
| Helyezés | Versenyzők                                                    | 1                              | 2                              | 3                              | 4                              | 5                              | 6                              | 7                              | 8                              | 9                              | Több. hely. száma | Hely. össz. | Pont  |
| -------- | ------------------------------------------------------------- | ------------------------------ | ------------------------------ | ------------------------------ | ------------------------------ | ------------------------------ | ------------------------------ | ------------------------------ | ------------------------------ | ------------------------------ | ----------------- | ----------- | ----- |
| Arany    | Németország (GER)-1 · Ria Falk · Paul Falk                    | 1,0                            | 2,0                            | 2,0                            | 1,0                            | 1,0                            | 1,0                            | 1,5                            | 1,0                            | 1,0                            | 6×1+              | 11,5        | 102,6 |
| Ezüst    | Egyesült Államok (USA)-1 · Karol Kennedy · Peter Kennedy      | 2,0                            | 1,0                            | 1,0                            | 2,0                            | 2,0                            | 2,0                            | 1,5                            | 3,0                            | 3,0                            | 7×2+              | 17,5        | 100,6 |
| Bronz    | Magyarország (HUN)-1 · Nagy Marianna · Nagy László            | 4,0                            | 4,0                            | 4,0                            | 4,0                            | 5,0                            | 3,0                            | 3,0                            | 2,0                            | 2,0                            | 8×4+              | 31,0        | 97,4  |
| 4.       | Nagy-Britannia (GBR)-1 · Jennifer Nicks · John Nicks          | 5,0                            | 5,0                            | 3,0                            | 3,0                            | 4,0                            | 4,0                            | 5,0                            | 4,0                            | 6,0                            | 5×4+              | 39,0        | 95,4  |
| 5.       | Kanada (CAN) · Frances Dafoe · Norris Bowden                  | 3,0                            | 3,0                            | 5,0                            | 6,0                            | 6,0                            | 7,0                            | 7,0                            | 7,0                            | 4,0                            | 6×6+              | 48,0        | 94,4  |
| 6.       | Egyesült Államok (USA)-2 · Janet Gerhauser · John Nightingale | 6,0                            | 6,0                            | 6,0                            | 5,0                            | 7,0                            | 6,0                            | 4,0                            | 6,0                            | 8,0                            | 7×6+              | 54,0        | 92,6  |
| 7.       | Svájc (SUI) · Silvia Grandjean · Michel Grandjean             | 8,0                            | 7,0                            | 7,0                            | 7,0                            | 3,0                            | 5,0                            | 6,0                            | 5,0                            | 5,0                            | 8×7+              | 53,0        | 92,7  |
| 8.       | Németország (GER)-2 · Ingeborg Minor · Hermann Braun          | 7,0                            | 8,0                            | 8,0                            | 8,0                            | 8,0                            | 8,0                            | 8,0                            | 9,0                            | 9,5                            | 7×8+              | 73,5        | 88,1  |
| 9.       | Ausztria (AUT) · Sissy Schwarz · Kurt Oppelt                  | 9,0                            | 10,0                           | 9,0                            | 9,0                            | 9,0                            | 10,0                           | 9,0                            | 11,0                           | 7,0                            | 6×9+              | 83,0        | 85,2  |
| 10.      | Magyarország (HUN)-2 · Szöllősi Éva · Vida Gábor              | 11,0                           | 11,0                           | 12,0                           | 11,0                           | 10,0                           | 9,0                            | 10,0                           | 8,0                            | 9,5                            | 5×10+             | 91,5        | 83,2  |
| 11.      | Nagy-Britannia (GBR)-2 · Peri Horne · Raymond Lockwood        | 10,0                           | 9,0                            | 11,0                           | 10,0                           | 11,0                           | 11,0                           | 11,0                           | 10,0                           | 11,0                           | 9×11+             | 94,0        | 82,2  |
| 12.      | Svédország (SWE) · Britta Lindmark · Ulf Berendt              | 12,0                           | 12,0                           | 10,0                           | 12,0                           | 12,0                           | 12,0                           | 12,0                           | 12,0                           | 12,0                           | 9×12+             | 106,0       | 78,8  |
| 13.      | Norvégia (NOR) · Bjørg Skjærlaaen · Reidar Børjeson           | 13,0                           | 13,0                           | 13,0                           | 13,0                           | 13,0                           | 13,0                           | 13,0                           | 13,0                           | 13,0                           | 9×13+             | 117,0       | 75,2  |